# Holandský králík
Holandský králík (anglicky: Dutch rabbit) je plemeno králíka domácího původem z Holandska, typické svojí obličejovou kresbou. Existuje i zakrslá forma; holandský zakrslý králík.

## Historie

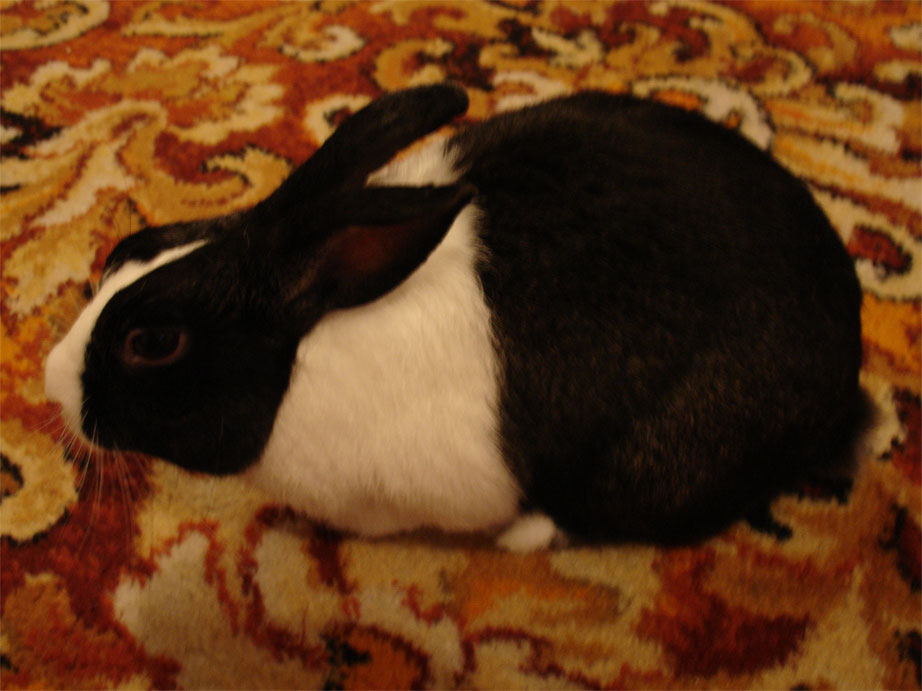
Holandský černý; nejpopulárnější ráz

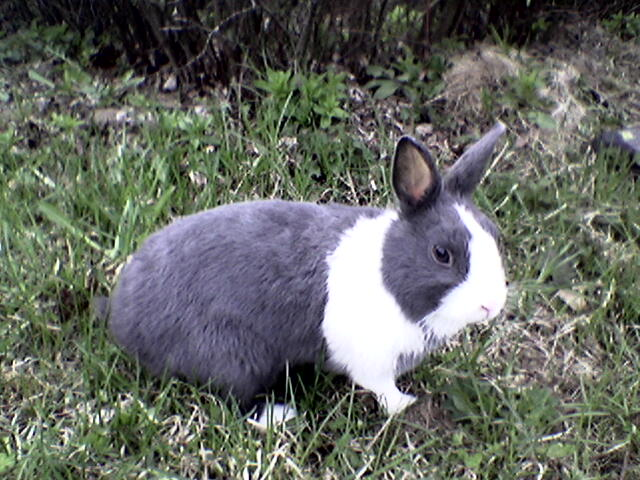
Perlový zakrslý jedinec

Holandský králík je plemeno s poměrně dlouhou historií. Nejvýraznějším znakem těchto králíků je především typická lícní kresba, která není u vidění u žádných jiných plemen. Právě takoví králíci se v první polovině 19. století dováželi z Nizozemska a Belgie do Anglie, které je přičítán největší podíl na šlechtění holandských králíků. Dováželo se zde přes tisíc kusů a v té době se jim obecně říkalo brabantští králíci. Jednalo se o oblíbený druh, jelikož měl dobré maso i reprodukční schopnosti, které se udržely až do současnosti.
Současný název holandský králík (v angličtině The Dutch rabbit) se používá již od roku 1835. Nejrozsáhlejší šlechtění probíhalo okolo roku 1880, kdy se chovatelé zaměřili na zvýraznění povahových rysů i zvýrazňování symetrie kresby na obličeji. Na přelomu 19. a 20. století se pak tito králíci dostali i do Severní Ameriky. Plemeno se uchytilo i v tehdejším Československu, což potvrzuje i to, že při vydání vůbec prvního tuzemského vzorníku v roce 1927 zde byl uveden i standard holandského králíka.
V současné době se jedná o populární plemeno, jehož největší výhodou je snadný a nenáročný chov. Česká republika má i vlastní chovatelský klub; Klub chovatelů holandských králíků, který funguje již od roku 1974.

## Vzhled

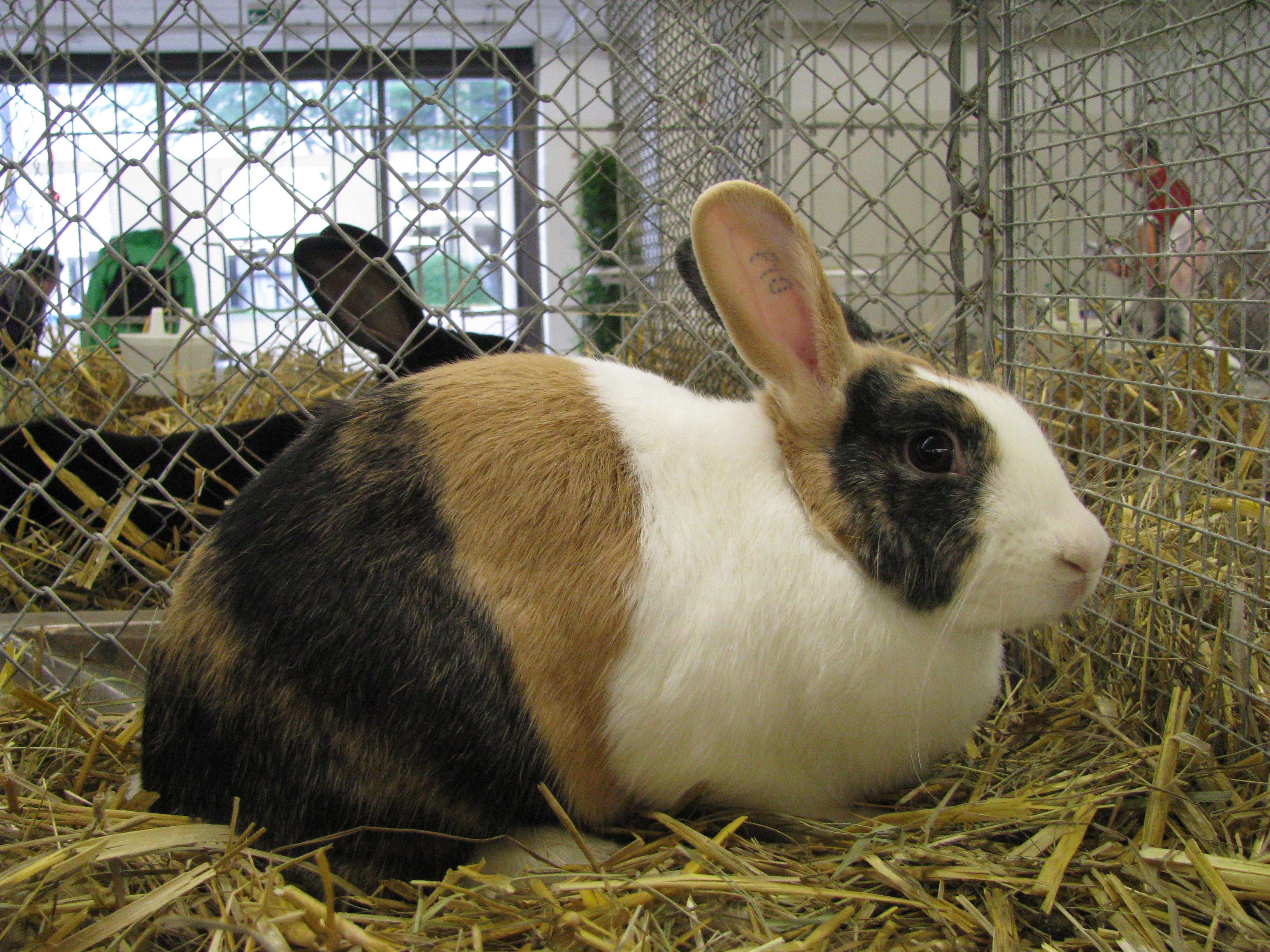
Holandský japanovitý

Holandský králík patří mezi králičí plemena středního rámce s krátkou srstí. Dospělí jedinci váží mezi 2,50 a 3,25 kg. Hřbetní linie musí být u každého jedince dobře utvářená a záď zaoblená. Kůže musí být přiléhající a ocas správně utvářený. Snad největší důraz se ale klade na kresbu. Vadou jsou například vystouplé kyčelní hrbolky nebo lalok na krku. Končetiny jsou poměrně krátké, ale také silné a dobře osvalené. Hlava je široká a je jedním z mála faktorů, podle kterých se dá určit pohlaví, u samic je totiž hlava obecně lehčí a jemněji utvářená. Uši plně vzpřímené, přiměřeně dlouhé. Samotná srst je krátká, na dotek jemná, o délce do 3cm.

### Kresba
Kresba, především ta lícní, je typickým znakem holandského králíka. Je podložena tzv. holandskou strakatostí (lokus S, sestava ss). Kresba výstavních a chovných jedinců je recesivně homozygotní, ale předpokládá se i existence alelické série, především kvůli vrhům mláďat, která mají stejně rozmístěné bílé skvrny. Kresba se skládá z několika části; kresba hlavy, kresba těla a kresba pánevních končetin. Kresba hlavy, zvaná také lícní, se skládá ze dvou oválů na bílém podkladu, které se táhnou od kořenů uší až po zátylek. Kresba těle se skládá z prstence, který dělí tělo králíka na bílý podklad (přední část) a barvenou část (zadní část těla). Prstenec by měl být rovný.

### Barevné rázy
Oficiálně se u holandských králíků uznává celkem čtrnáct možných barvených rázů, přičemž asi nejpopulárnější a nejznámější je zbarvení holandský černý (zkráceně Hoč), dále pak havanovitý, divoce havanovitý, marburský, žlutý, madagaskarový, činčilový, želvovinový, železitý, divoce zbarvený, japanovitý, rys a perlový. Nejméně početné barevné rázy jsou ráz japanovitý a madagaskarový.

## Využití
Holandský králík je poměrně nenáročné plemeno s poměrně chutným a šťavnatým masem. Avšak nikdy nebylo šlechtěno jako masné plemeno, především kvůli velikosti. Masná plemena, jako je například německý obrovitý strakáč nebo francouzský beran, dosahují hmotnosti minimálně než 5 kg a mají tedy i více masa. Jedná se tedy hlavně o výstavní plemeno, určené i jako domácí mazlíček.